# Заеда
Зае́да  (лат. angulus infectiosus; синоним: ангулит, ангулярный стоматит, ангулярный хейлит) — заболевание слизистой оболочки и кожи углов рта, вызываемое стрептококками (стрептококковая заеда) или дрожжеподобными грибками рода Candida (дрожжевая, или кандидамикотическая, заеда).
Возникновению способствуют недостаточность витамина В2, сахарный диабет, мацерация кожи и слизистой оболочки углов рта слюной, что часто имеет место при снижающемся прикусе в связи с образованием глубоких кожных складок, начинающихся у углов рта. Кандидамикотическая заеда может наблюдаться при длительном лечении антибиотиками, цитостатиками и кортикостероидами.

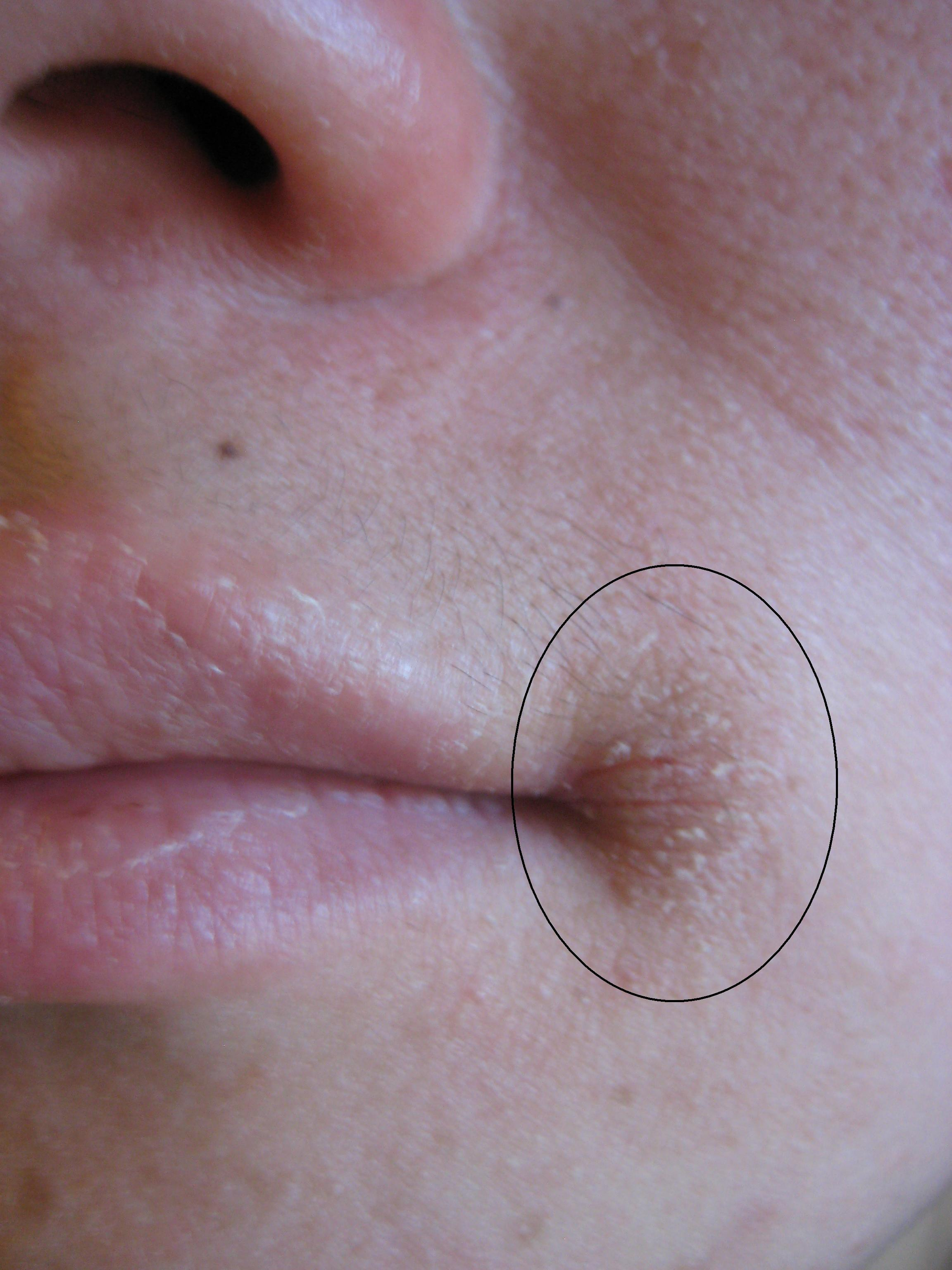
Ангулит

## Морфология
- Стрептококковая заеда — чаще отмечается у детей; начинается с появления в углу рта фликтены (пузыря) с вялой тонкой покрышкой; на месте пузыря быстро образуется щелевидной формы эрозия, покрывающаяся гнойно-кровянистой коркой. После её удаления обнажается красная влажная легко кровоточащая поверхность нередко с трещиной в центре; спустя 1—2 ч заеда вновь покрывается коркой. Процесс может сопровождаться небольшой болезненностью при открывании рта.
- Кандидамикотическая заеда — характеризуется образованием в углу рта лаково-красной эрозии, окруженной бахромкой мацерированного эпителия. Иногда эрозия покрыта легко снимающимся серовато-беловатым налетом. В отличие от стрептококковой заеды при кандидамикотической отсутствуют корки на поверхности эрозии и обычно, когда рот больного закрыт, она маскируется нависающей кожной складкой. Заболевание нередко имеет хроническое рецидивирующее течение.

Диагноз устанавливают на основании клинической картины. Форму заеды подтверждают лабораторными анализами; в соскобе с поверхности эрозии при бактериоскопическом исследовании обнаруживают большое число почкующихся дрожжевых клеток или стрептококки. При кандидамикотической заеде одновременно могут наблюдаться другие проявления кандидамикоза. Заеду необходимо дифференцировать с эрозивными папулами при сифилисе, которые отличаются наличием уплотнения в основании эрозии, бледных трепонем в отделяемом, а также другими признаками сифилиса, например положительными серологическими реакциями на сифилис.

## Лечение
При лечении назначают смазывание одним из спиртовых растворов анилиновых красителей или фукорцином 2—3 раза в день; при стрептококковой заеде — в комбинации с мазями, содержащими антибиотики, при кандидамикотической заеде — с нистатиновой, левориновой или 2 % серно-салициловой мазью. Кожу вокруг заеды протирают дезинфицирующим раствором. Показаны витамины группы В, особенно В2, и РР; нистатин или леворин применяют в виде мази, внутрь они не назначаются из-за низкой биодоступности. Если при длительно текущей кандидамикотической заеде возникает потребность в системном противогрибковом препарате, обычно назначают флуконазол. При снижающемся прикусе рекомендуется рациональное протезирование. Для предотвращения рецидива лечение должно продолжаться 7—10 дней после клинического излечения.
Прогноз благоприятный. Профилактика заключается в правильном уходе за полостью рта, восстановлении нормального прикуса. При длительном лечении антибиотиками, цитостатиками и кортикостероидами следует назначать витамины группы В и нистатин (леворин).
В лёгких случаях у детей и подростков (с обветренными лишь губами) бывает достаточно запретить облизывать губы и применить мазь на парафиновой основе (например, вазелин) или губной бальзам.